# Selali
Selali is een bestuurslaag in het regentschap Bengkulu Selatan van de provincie Bengkulu, Indonesië. Selali telt 1433 inwoners (volkstelling 2010).